# Ler Station
Ler Station (Ler stasjon) er en jernbanestation på Dovrebanen, der ligger i byområdet Ler i Melhus kommune i Norge. Stationen består af to spor med en kort perron med et læskur ved det ene af dem.
Stationen åbnede 5. august 1864, da Trondhjem–Størenbanen, nu en del af Dovrebanen, stod færdig. Oprindeligt hed den Leer, men den skiftede navn til Ler omkring 1875. Den blev fjernstyret 27. juli 1965 og gjort ubemandet 1. februar 1973. I 2019 vil sporene på stationen blive forlænget, så 650 meter lange tog kan krydse der.
Stationsbygningen blev opført til åbningen efter tegninger af Georg Andreas Bull, der også stod for de andre stationsbygninger på strækningen. Bygningen brændte i 1978, og resterne er revet ned.